# Nos sobran los motivos
Nos sobran los motivos es el tercer álbum en vivo, es una recopilación de canciones de Joaquín Sabina grabadas en distintos conciertos en 2 CD. Apareció en el año 2000. Del cual se vendieron más de 300 000 ejemplares.

## Lista de canciones
Acústico 1
1. Nos sobran los motivos. - 5:47
2. Tan joven y tan viejo. - 5:26
3. Una canción para la Magdalena. - 4:47
4. Ruido. - 5:21
5. De purísima y oro. - 5:50
6. Calle Melancolía. - 5:46
7. Rosa de Lima. - 3:54
8. Que se llama Soledad. - 6:20
9. 19 días y 500 noches. - 5:22
10. Contigo. - 5:05
11. Noches de boda / Y nos dieron las diez. - 7:20

Eléctrico 2
1. Yo me bajo en Atocha. - 5:26
2. Princesa / Barbi Superestar. - 8:30
3. ¿Quién me ha robado el mes de abril? / Así estoy yo sin ti. - 6:54
4. Medias negras. - 5:21
5. Pacto entre caballeros. - 4:15
6. Donde habita el olvido. - 4:14
7. Conductores suicidas. - 5:04
8. La del pirata cojo. - 4:55
9. Y sin embargo te quiero (Intro. de Olga Román). - 2:04
10. Y sin embargo. - 6:02